# Lijst van amfibieën in El Salvador
Onderstaande lijst van amfibieën in El Salvador bestaat uit een totaal van 40 in El Salvador voorkomende  soorten die zijn onderverdeeld in drie ordes: de  wormsalamanders (Gymnophiona), salamanders  (Caudata) en kikkers (Anura). Deze lijst is ontleend aan de databank van Amphibian Species of the World, aangevuld met enkele soorten die recent zijn ontdekt door de wetenschap of wiens aanwezigheid in El Salvador recent is vastgesteld.

## Wormsalamanders (Gymnophiona)

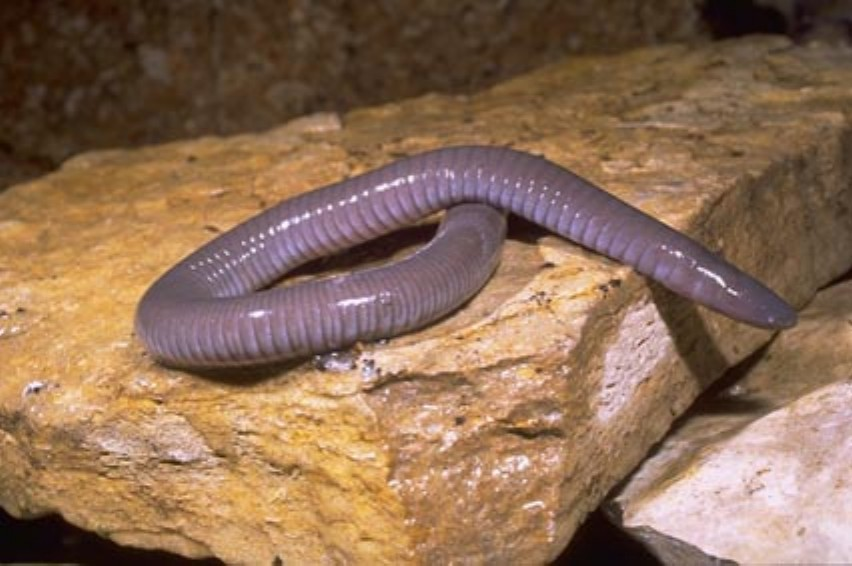
Dermophis mexicanus

### Dermophiidae
Orde: Gymnophiona. 
Familie: Dermophiidae
- Dermophis mexicanus (Duméril and Bibron, 1841)
- Gymnopis multiplicata Peters, 1874

## Salamanders  (Caudata)

### Plethodontidae
Orde: Caudata. 
Familie: Plethodontidae

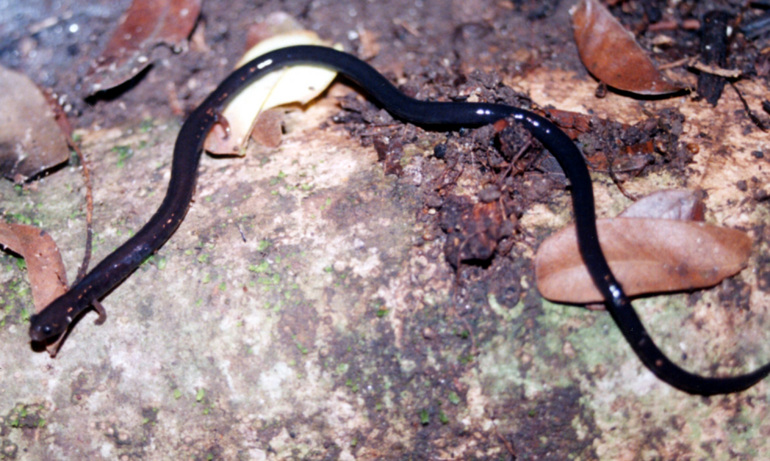
Oedipina taylori

- Bolitoglossa celaque McCranie and Wilson, 1993
- Bolitoglossa conanti McCranie and Wilson, 1993
- Bolitoglossa heiroreias Greenbaum, 2004
- Bolitoglossa salvinii (Gray, 1868)
- Bolitoglossa synoria McCranie and Köhler, 1999
- Oedipina salvadorensis Rand, 1952
- Oedipina taylori Stuart, 1952

## Kikkers (Anura)

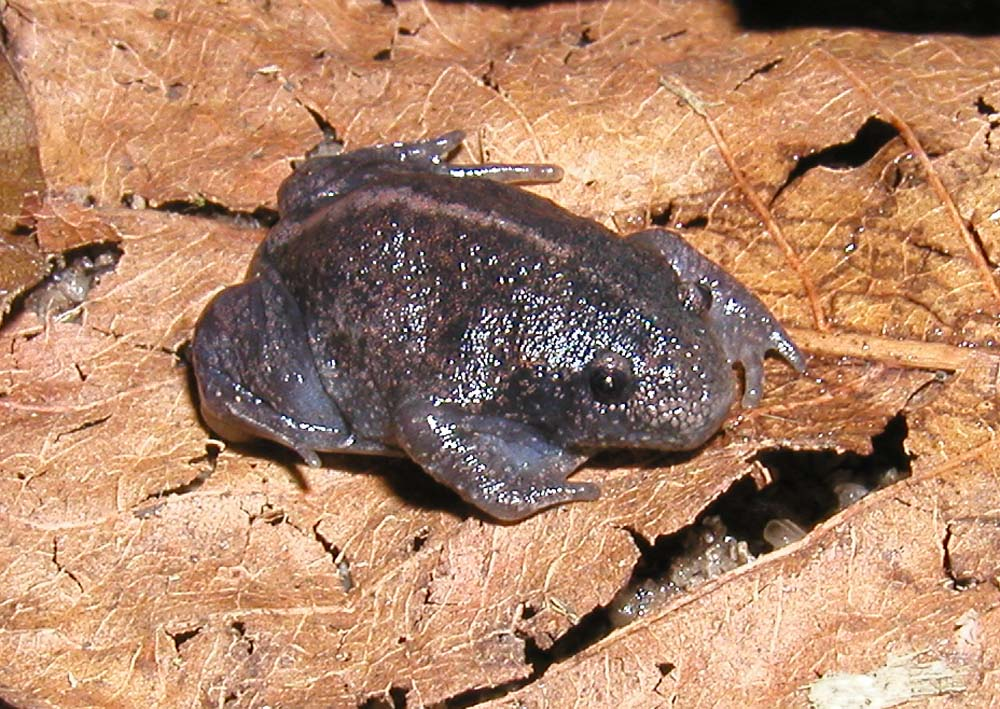
Rhinophrynus dorsalis

### Rhinophrynidae
Orde: Anura. 
Familie: Rhinophrynidae
- Rhinophrynus dorsalis Duméril and Bibron, 1841

### Craugastoridae
Orde: Anura. 
Familie: Craugastoridae
- Craugastor loki (Shannon and Werler, 1955)
- Craugastor rupinius (Campbell and Savage, 2000)

### Leptodactylidae
Orde: Anura. 
Familie: Leptodactylidae

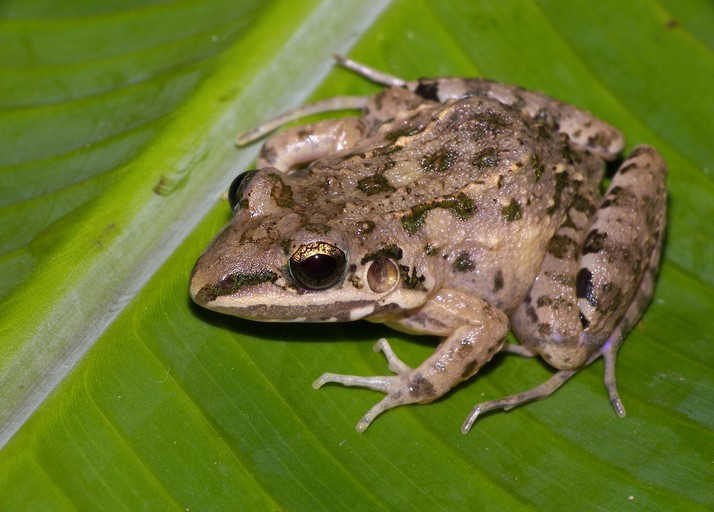
Leptodactylus fragilis

- Engystomops pustulosus (Cope, 1864)
- Leptodactylus fragilis (Brocchi, 1877)
- Leptodactylus melanonotus (Hallowell, 1861)

### Bufonidae
Orde: Anura. 
Familie: Bufonidae
- Incilius canaliferus (Cope, 1877)
- Incilius coccifer (Cope, 1866)

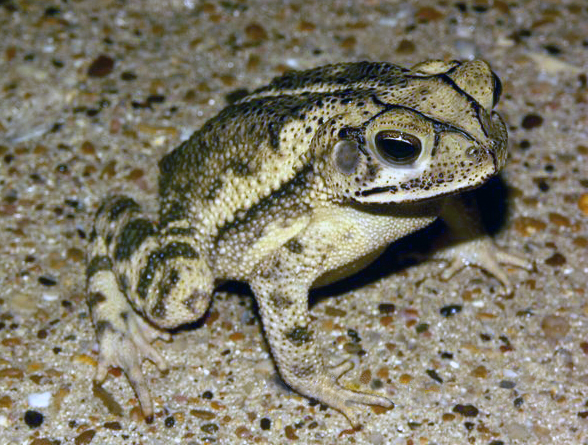
Incilius valliceps

- Incilius luetkenii (Boulenger, 1891)
- Incilius valliceps (Wiegmann, 1833)
- Rhinella marina (Linnaeus, 1758)

### Hylidae
Orde: Anura. 
Familie: Hylidae

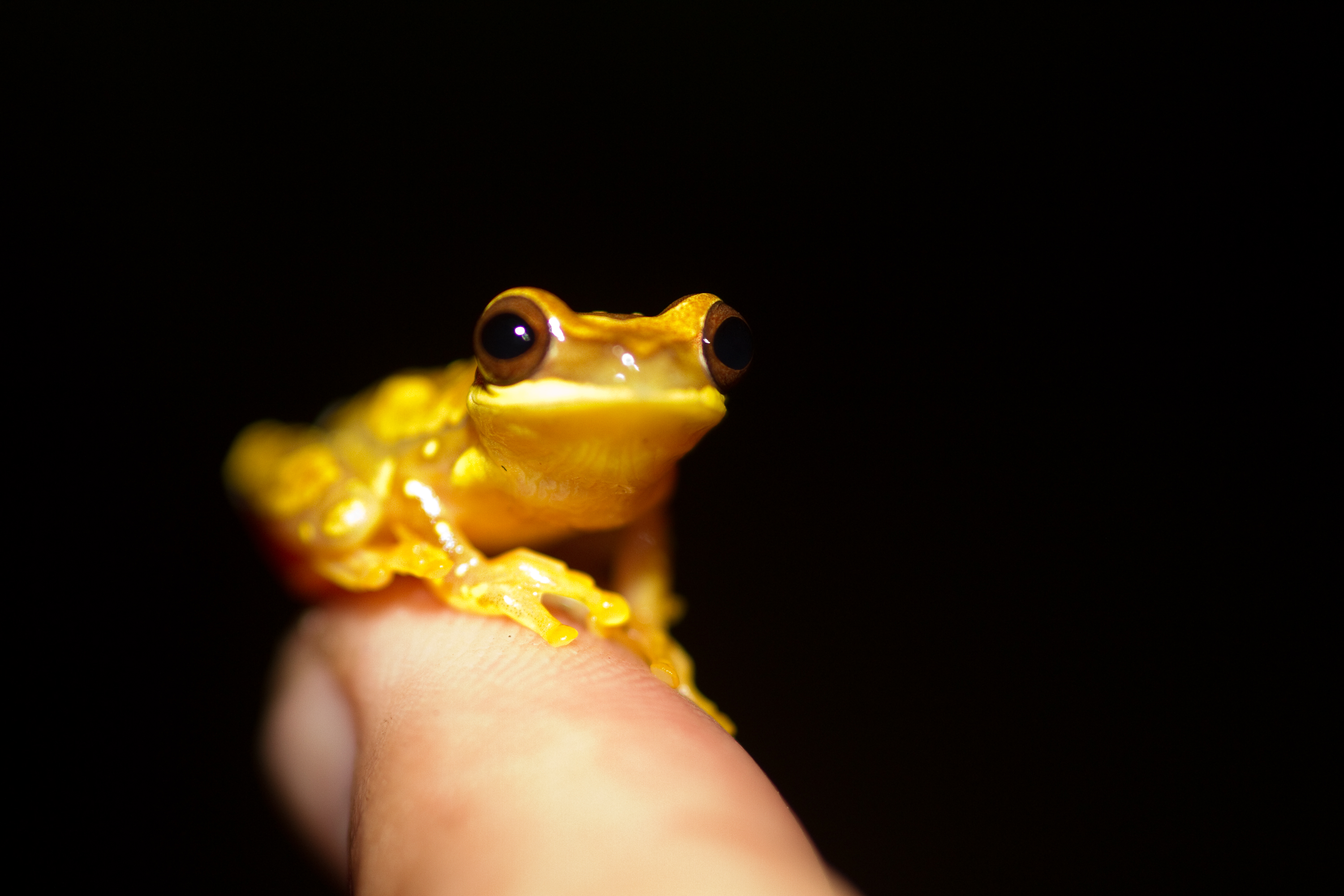
Dendropsophus ebraccatus

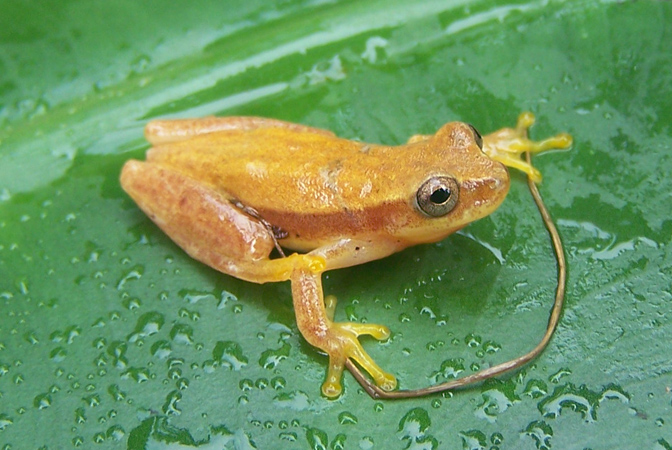
Dendropsophus robertmertensi

- Agalychnis moreletii (Duméril, 1853)
- Dendropsophus ebraccatus (Cope, 1874)
- Dendropsophus microcephalus (Cope, 1886)
- Dendropsophus robertmertensi (Taylor, 1937)
- Exerodonta catracha (Porras and Wilson, 1987)
- Plectrohyla guatemalensis Brocchi, 1877
- Plectrohyla psiloderma McCranie and Wilson, 1999
- Plectrohyla sagorum Hartweg, 1941
- Ptychohyla euthysanota (Kellogg, 1928)
- Ptychohyla hypomykter McCranie and Wilson, 1993
- Ptychohyla salvadorensis (Mertens, 1952)
- Scinax staufferi (Cope, 1865)
- Smilisca baudinii (Duméril and Bibron, 1841)
- Trachycephalus typhonius (Linnaeus, 1758)

### Centrolenidae
Orde: Anura. 
Familie: Centrolenidae

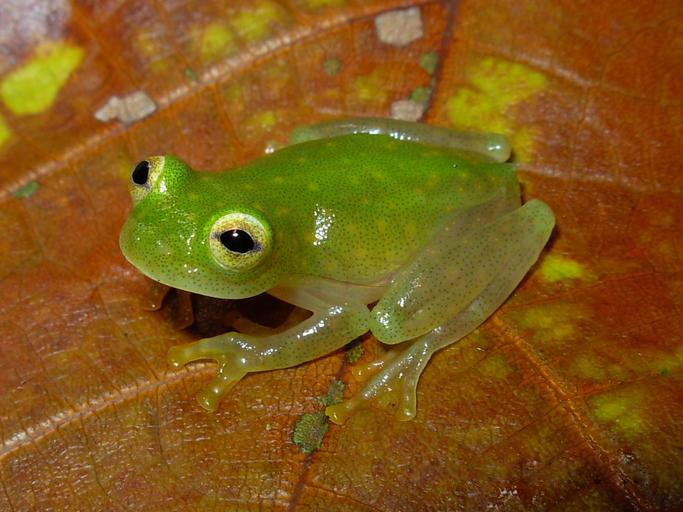
Hyalinobatrachium fleischmanni

- Hyalinobatrachium fleischmanni (Boettger, 1893)

### Microhylidae

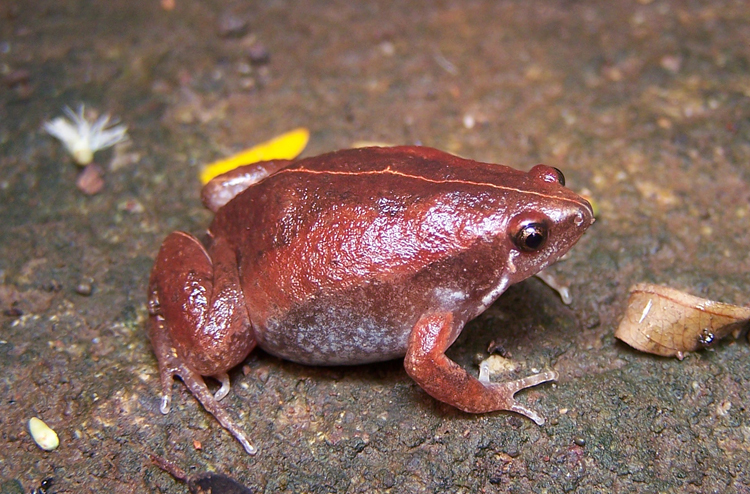
Hypopachus ustus

Orde: Anura. 
Familie: Microhylidae
- Hypopachus barberi Schmidt, 1939
- Hypopachus ustus (Cope, 1866)
- Hypopachus variolosus (Cope, 1866)

### Ranidae
Orde: Anura. 
Familie: Ranidae
Family: Ranidae Batsch 1796

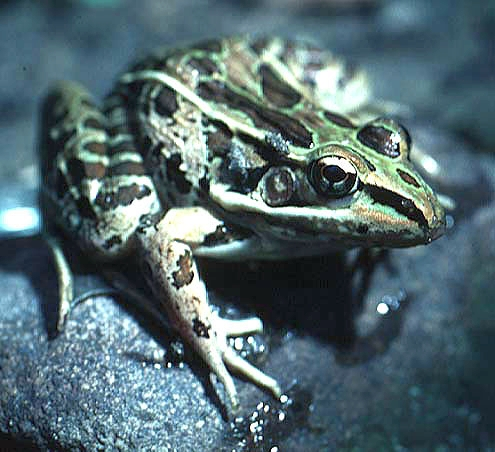
Lithobates forreri

- Lithobates forreri (Boulenger, 1883)
- Lithobates maculatus (Brocchi, 1877)